# 道の駅遊YOUさろん東城
道の駅遊YOUさろん東城（みちのえき ゆうゆうさろんとうじょう）は、広島県庄原市にある国道182号の道の駅である。

## 施設
- 駐車場：65台
  - 普通車：54台
  - 大型車：11台
  - 身障者用：2台
- トイレ
  - 男：大 4器・小 8器
  - 女：11器
  - 身障者用：2器
- 公衆電話：1台
- レストラン
  - 「もみじ」（11:00 - 18:00）
  - 「ステーキハウス雄橋」（11:00 - 18:00）
  - 「そば処 天咲」（10:00 - 17:00）
- 喫茶店
- 売店
- 休憩所
- 情報コーナー
- ベビーベッド

## 休館日
- 毎週水曜日

## アクセス
- 中国自動車道 東城ICすぐ[1]
  - 落合JCT（米子自動車道）・北房JCT（岡山自動車道）方面 - 新見IC - 東城IC（道の駅遊YOUさろん東城） - 庄原IC - 三次東JCT（三次東IC / 尾道自動車道 / 松江自動車道） - 千代田JCT（浜田自動車道）・広島北JCT（広島自動車道）方面
- 国道182号 - 登録路線
  - 新見市 - 庄原市東城町 道の駅遊YOUさろん東城（中国自動車道 東城IC） - 庄原市東城町川西 友末交差点（国道314号） - 神石高原町 - 福山市
- 国道314号（福山市-東城町友末交差点は国道182号と重複）
  - 福山市 - 神石高原町 - 庄原市東城町川西 友末交差点（国道182号） - 庄原市西城町 - 奥出雲町 - 雲南市

- 東城市街地循環バス（備北交通[2]） 遊YOUさろん東城 バス停
  - 東城駅前 - 東城温泉 - 東城病院 - 遊YOUさろん東城 - 東城支所前 - こぶしの里 - 東城駅前

## 周辺
- 比婆道後帝釈国定公園